# Himno Nacional de Chile
Himno Nacional de Chile je nacionalna himna Čilea. Stihove himne napisao je Eusebio Lillo (1826. – 1910.), dok je glazbu skladao Ramón Carnicer (1789. – 1855.). Usvojena je kao nacionalna himna Čilea 1847. godine.

## Tekst[1]
Dulce Patria, recibe los votos

con que Chile en tus aras juró

que o la tumba serás de los libres 

o el asilo contra la opresión.

I 

Ha cesado la lucha sangrienta;

ya es hermano el que ayer invasor; 

de tres siglos lavamos la afrenta 

combatiendo en el campo de honor. 

El que ayer doblegábase esclavo 

hoy ya libre y triunfante se ve; 

libertad es la herencia del bravo, 

la Victoria se humilla a su pie.

II 

Alza, Chile, sin mancha la frente; 

conquistaste tu nombre en la lid; 

siempre noble, constante y valiente 

te encontraron los hijos del Cid. 

Que tus libres tranquilos coronen 

a las artes, la industria y la paz, 

y de triunfos cantares entonen 

que amedrenten al déspota audaz. 

III 

Vuestros nombres, valientes soldados, 

que habéis sido de Chile el sostén, 

nuestros pechos los llevan grabados; 

los sabrán nuestros hijos también. 

Sean ellos el grito de muerte 

que lancemos marchando a lidiar, 

y sonando en la boca del fuerte 

hagan siempre al tirano temblar. 

IV 

Si pretende el cañón extranjero 

nuestros pueblos, osado, invadir; 

desnudemos al punto el acero 

y sepamos vencer o morir. 

Con su sangre el altivo araucano 

nos legó, por herencia, el valor; 

y no tiembla la espada en la mano 

defendiendo, de Chile, el honor. 

V

Puro, Chile, es tu cielo azulado,

puras brisas te cruzan también,

y tu campo de flores bordado

es la copia feliz del Edén.

Majestuosa es la blanca montaña

que te dio por baluarte el Señor,

y ese mar que tranquilo te baña

te promete futuro esplendor.

VI 

Esas galas, ¡oh, Patria!, esas flores 

que tapizan tu suelo feraz, 

no las pisen jamás invasores; 

con su sombra las cubra la paz. 

Nuestros pechos serán tu baluarte, 

con tu nombre sabremos vencer, 

o tu noble, glorioso estandarte, 

nos verá, combatiendo, caer. 

## Također pogledajte
- Čile
- Zastava Čilea
- Grb Čilea

## Vanjske poveznice
- MIDI zapis himne

### Ostali projekti
|  | Zajednički poslužitelj ima još gradiva o temi Himno Nacional de Chile |